# Giovanni Berardi (militare)
Giovanni Berardi (Valfenera, 5 maggio 1902 – Abdulla, 17 maggio 1939) è stato un militare italiano, insignito della medaglia d'oro al valor militare alla memoria nel corso della grandi operazioni di polizia coloniale in Africa Orientale Italiana.

## Biografia
Nacque a Valfenera, provincia di Asti, il 5 maggio 1902, figlio di Carlo e Irene Quirico. Arruolato nel Regio Esercito nel febbraio 1922, venne assegnato in servizio al Reggimento "Nizza Cavalleria" (1º), e sei mesi fu ammesso a frequentare la Scuola allievi ufficiale di complemento di Milano e nel luglio 1924, nominato sottotenente, ritornò in servizio al "Nizza Cavalleria". Congedatosi nel dicembre dello stesso anno, venne richiamato in servizio attivo nel luglio 1925 perché trasferito a domanda nel Regio corpo truppe coloniali della Cirenaica. Assegnato in servizio al Gruppo squadroni "Savari" partecipò alle operazioni di riconquista di quella colonia, venendo decorato con una croce di guerra al valor militare per essersi distinto a Bir el Nus, nel 1926, entrando quindi in servizio permanente effettivo per meriti di guerra. Promosso tenente il 31 maggio 1928, pochi giorni dopo rientrò in Italia per l'ammissione a frequentare i corsi della Scuola di guerra. A corso ultimato fu assegnato in servizio presso il comando della 13ª Divisione fanteria "del Monte Nero" in esperimento di Stato maggiore e, promosso capitano nel dicembre 1935, passava in servizio presso il comando della 2ª Divisione celere "Emanuele Filiberto Testa di Ferro" fino al 15 settembre 1936 quando fu trasferito nel Regio Corpo Truppe Coloniali dell'Eritrea, incaricato del comando del XVI Gruppo squadroni di cavalleria coloniale. Si distinse particolarmente nel corso dei cicli di grande polizia coloniale, venendo decorato con due medaglie d'argento e una di bronzo al valor militare. Cadde in combattimento a Abdulla il 17 giugno 1939, e fu insignito della medaglia d'oro al valor militare alla memoria.